# Lucile de Chateaubriand
Pour les articles homonymes, voir Chateaubriand.
Pour les autres membres de la famille, voir Famille de Châteaubriant.
Lucile de Chateaubriand, née à Saint-Malo le 7 août 1764 et morte à Paris le 10 novembre 1804, est une femme de lettres française, autrice de contes et de poèmes en prose. Elle est la sœur aînée de l'écrivain François-René de Chateaubriand, qui parle d'elle avec émotion dans ses Mémoires.

## Biographie

Armes des Châteaubriant.

Lucile Angélique Jeanne de Chateaubriand est née à Saint-Malo le 7 août 1764 de René-Auguste de Chateaubriand. Elle est la sœur de Jean-Baptiste de Chateaubriand et de François-René de Chateaubriand.

### Jeunesse

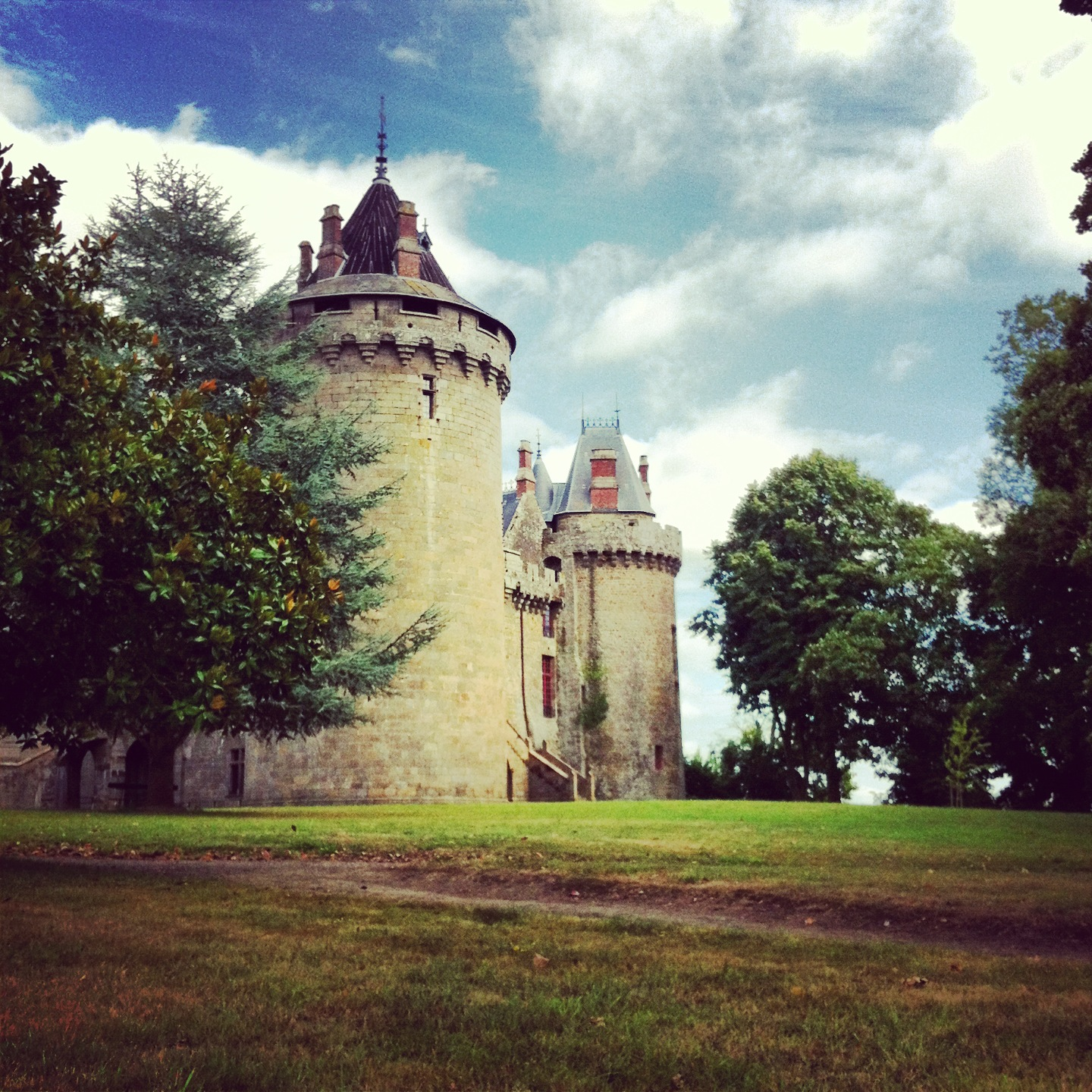
Le château de Combourg où elle passe son enfance avec son frère François-René.

Lucile de Chateaubriand est élevée au château de Combourg avec son frère François-René. Le frère et la sœur ont l'un pour l'autre une réelle affection.
Elle n'est pas admise au brillant chapitre des chanoinesses de Remiremont, mais elle est reçue en mars 1783 au chapitre de l'Argentière qui exige moins de titres de noblesse, en tant qu'« agrégée libre » ; elle a alors droit au titre de comtesse.
Elle encourage son frère à écrire. Elle-même a du talent, mais elle est neurasthénique et connaît une existence malheureuse.

### Révolution, mariage
Pendant la Révolution française, Lucile de Chateaubriand est à l'origine du mariage de son frère François-René en 1792 avec son amie Céleste Buisson de la Vigne, qu'elle suit en prison sous la Terreur en 1793, au Bon-Pasteur de Rennes, devenue la prison de la Motte. Elle est libérée à la suite du 9 Thermidor,.
Elle est mariée à Rennes en 1796 (an IV) avec Jacques-Louis-René de Caud, dit le chevalier de Caud, né à Rennes en 1727 donc âgé de 69 ans, ancien commandant de la ville de Fougères et de son château.
Elle n'en est pas heureuse, et son mari la chasse au bout de quelques semaines. Il meurt à Rennes l'année suivante, le 15 janvier 1797 (26 nivôse an V). Kerviler note que selon Saulnier, aucun biographe de Chateaubriand ne parle de M. de Caud, et l'écrivain lui-même ne mentionne que brièvement son nom.

### Écriture, déclin
Lucile de Chateaubriand écrit plusieurs contes, ainsi que des poèmes en prose. Elle est ainsi l'autrice de L'âme sensible, de L'origine de la rose, L'Aurore, À la lune, L'Innocence. Deux de ses contes, « L'Âme sensible » et « l'origine de la rose », paraissent dans le Mercure du 21 ventôse an XI (12 mars 1803).
Le poète Chênedollé la rencontre en 1799 et éprouve pour elle une « tendre et honnête passion » ; il demande sa main, mais elle refuse,. Après la mort de son amie Pauline de Beaumont, ancienne amante de son frère, la raison de Lucile décline ; elle se fixe à Paris fin 1803, d'abord chez les religieuses Augustines de la congrégation de Notre-Dame, puis au 6 rue d'Orléans-Saint-Marcel.
Elle y meurt le 9 novembre 1804 dans des circonstances mystérieuses ; selon Jean-Loup Avril, « il est probable qu'elle s'est donné la mort ».

## Lucile de Chateaubriand dans la littérature
Son frère François-René l'évoque avec émotion dans les Mémoires d'outre-tombe et publie plusieurs de ses poèmes.
Anatole France publie en 1879 une édition des Œuvres de Lucile précédée d'une étude sur sa vie.
Albert Cahuet (1877-1942) écrit un roman sur Lucile : Un Werther féminin, Lucile de Chateaubriand en 1935. Il publie l'article « La vie conjugale de Lucile de Chateaubriand », dans L'Illustration du 4 septembre 1937. Le Voyage de madame de Pire, ouvrage posthume publié en 1950, comporte un chapitre sur le mariage de Lucile avec M. de Caud.

## Œuvres
- « L'Âme sensible » et « l'origine de la rose », contes, dans le Mercure de France, 21 ventôse an XI (12 mars 1803).
- Lucile de Chateaubriand, ses contes, ses poèmes, ses lettres : précédés d'une étude sur sa vie, par Anatole France, Paris, Charavay, 1879.
- Œuvres de Lucile de Chateaubriand, éditées par Louis Thomas, Paris, Albert Messein, Société des Trente, 1912 (OCLC 43806202).